# Etusa (mitologia)
Etusa (en grec Αἵθουσα) va ser a la mitologia grega una filla de Posidó i Alcíone, a qui Apol·lo va seduir. Li va donar un fill Elèuter. La paraula 'etusa' es feia servir com adjectiu d'un pòrtic que estava «obert al sol», perquè s'associava al déu Apol·lo amb el sol.
Segons apareix a la Naturalis Historia de Plini el Vell, Etusa és també el personatge epònim de l'illa italiana que actualment rep el nom de Linosa.